# Piano eléctrico Wurlitzer
El piano eléctrico Wurlitzer es uno de una serie de pianos eléctricos manufacturados y lanzados al mercado por la compañía Rudolph Wurlizer Company, Corinth, Misisipi, Estados Unidos y North Towanda, Nueva York. La misma compañía Wurlitzer nunca indicó que el instrumento fuera un «piano eléctrico», y en lugar de eso «inventó» el nombre de «piano electrónico» —electronic piano— y usando este como marca registrada durante todo el proceso de producción del instrumento, término aceptado hoy en día para una gran gama de instrumentos de teclado. Wurlitzer fabricó un tipo de orquestación a la que se llamó electric piano durante los primeros años de 1900, pero no está relacionado con este instrumento.

## Descripción general
El piano Wurlitzer es un instrumento basado normalmente en 64 notas y cuyo teclado se ordena de la en una octava mayor a la más baja en un piano de 88 notas a sol una octava menor a la nota mayor de un piano de 88 notas. La fabricación de los tonos en todos los modelos comprende una sola «caña» de acero para cada tecla, activado por una versión en miniatura del mecanismo de un piano de cola y formando parte de un sistema de pastilla electroestática usando un voltaje de corriente continua de 170 V. Se le añadió un pedal suspendido similar a los de los pianos convencionales.

## Historia
El inventor Benjamin Miessner diseñó un piano vertical en 1930, y Wurlitzer utilizó su diseño de pastilla electroestática pero reemplazando las cuerdas con «cañas» de acero percutidas. El instrumento comenzó a producirse en 1955 al igual que el EP-110, seguido por el 111 y 112 en el mismo año, y continuó su producción en varios formatos hasta que cerca de 1982 la producción del EP-200A paró.
Hay evidencia de un piano designado como modelo 100, pero si fue o no producido, o si sólo se quedó en un prototipo se debate todavía. Existen fotografías de un modelo 100 y los manuales del Wurlitzer EP Service dicen que el Wurlitzer fue introducido en el mercado en 1954, no en 1955. El modelo 106 fue un modelo ulterior, no un modelo temprano.

## Variaciones
La mayoría de los pianos eléctricos Wurlitzer son portátiles, con patas que se pueden quitar a tal efecto, y el pedal suspendido conectado por un chicote; los modelos consola, «piano de cola» y «espineta» también fueron producidos con un pedal suspendido no removible. Los modelos tempranos tenían el pedal conectado a uno de los lados, y al final de los años 50 el pedal se conectó directamente debajo del instrumento.

### Modelos portátiles
Los primeros modelos fueron de la serie 100; estos tenían una carcasa fabricada de madera laminada pintada o madera y tenían un solo altavoz encajado en la parte trasera de la pieza. Aparte de los primeros modelos, los pianos Wurlitzer portátiles incluían un efecto trémolo con rango ajustado pero profundidad variable. Los modelos producidos hasta el principio de los años 1960 usaban un circuito de válvula termoiónica; el 140B fue el primer modelo sólido fabricado en 1962. El modelo 145 fue un tubo y se lanzó al mismo tiempo que los pianos sólidos 140. Finalmente ambos fueron reemplazados en 1968 por el modelo en plástico 200, un instrumento mucho más ligero —sin las patas ni el pedal— con dos altavoces dirigidos hacia el pianista. Este modelo fue actualizado como el 200A en 1972 y continuó en producción en 1980. El 200 estaba disponible en negro, verde oscuro —Forrest Green—, rojo o beige. El 200A estaba solo disponible en negro y en verde aguacate (avocado). El Wurlitzer blanco a veces utilizado por bandas como The Beach Boys, The Carpenters y Supertramp fue un acabado en pintura personalizado, no hecho por el fabricante. La última versión en ser introducida en el mercado fue la 200B en 1978; era visualmente idéntica al 200A pero fue diseñada para ser conectada a la corriente a través de un par de baterías recargables de 85v; no tenía altavoces internos o amplificador.

### Modelos de consola
Un papel importante del piano Wurlitzer fue el de instrumento de estudio en las escuelas y universidades, y se idearon justamente consolas en su versión no portátil para este tipo de público. El profesor tenía unos auriculares y un micrófono para poder escuchar a cada estudiante individualmente y hablarles sin que los demás le escucharan. Los estudiantes escuchaban cada uno su propio instrumento a través de auriculares. Estos instrumentos normalmente se parecían a un modelo 200 beige o verde claro montado en un pedestal que incluía un altavoz, auriculares y un pedal suspendido. En estos modelos no hay trémolo —aunque modelos posteriores simplemente tenían la función desactivada. A algunos de esos modelos se les llamaba 206/206A. Muchos modelos de consola han sido recientemente modificados a 200/200A para utilizarlos en conciertos. Más raras que el modelo de estudiante son las consolas del profesor, que tenían múltiples monitores/botones para apagar el sonido y en algunos casos, la facilidad de añadir un gran panel de demostración operado por el teclado.

### 106P
Una versión poco común, y la única conocida por no tener 64 teclas es el 106P —P por Pupil (pupilo)—, un modelo para las clases, de 44 notas, con carcasa de plástico, sin controles, un altavoz y sin pedal suspendido. El 106P estaba disponible como un conjunto de ocho en un marco plegable, formando un teclado portátil. Estaban unidos al piano del profesor con controles para tocar los pianos de cada alumno. Este modelo apareció desde la fecha hasta principios de 1970 y fue lanzado al mercado en colores naranja y beige.

### Otros modelos
El piano Butterfly (1930) con un par de alas. Después el modelo 270 Butterfly Baby Grand (1969) fue un piano eléctrico con un pedal para el pie.

#### VersionesSpinet
Desde que empezó la producción, fueron fabricados un pequeño número de instrumentos de estilo spinet con carcasa de madera para uso doméstico. Estos instrumentos normalmente tenían el estilo de un piano upright (vertical) estilo soft pedal — en realidad un atenuador electrónico — así como el modelo de pedal suspendido. El mecanismo de esos pianos es idéntico a los modelos portátiles de su misma época. El modelo 700 fue producido entre 1959 y 1962. El modelo 720 fue el spinet de la serie de pianos 140B, 145. El modelo 720 fue producido entre 1962 y 1965. 
El modelo más poco común de Wurlitzer fue el modelo 300 vendido sólo en Europa, que era un spinet basado en el modelo 200A. Este fue el último modelo producido y es aún más raro que el modelo 270, butterly grand. El modelo 300 era similar a un piano digital moderno.

#### Butterfly Baby Grand
El modelo 200 solo tenía un modelo hermano 270 llamado Butterfly Baby Grand, semicircular, un piano acabado en madera de nogal con dos cuadrantes en forma de tapa encima de los altavoces de 8". Este modelo se encuentra entre los últimos Wurlitzers producidos, y es muy difícil de encontrar. También es el más pesado de los Wurlitzer.

## Sonido
Comparado con su rival, el piano Rhodes, el Wurlitzer tiene un sonido más oscuro. Cuando se toca suavemente el sonido puede acercarse a algo más dulce llegando a acercarse al vibráfono, sonando muy similar al Rhodes; mientras que se vuelve más agresivo cuando se toca con fuerza, produciendo un tono característico de saturación descrito usualmente como «ladrido». En las bandas de música pop o rock tocado junto a guitarras eléctricas, bajos y percusión el Wurlitzer tiene un sonido claro y distintivo donde el Rhodes tiende a perderse. Sin embargo también ha sido utilizado con éxito en baladas del género Middle of the road e incluso en el country.

## Problemas de mantenimiento
Es conocido que las «cañas» son susceptibles a fatiga metálica causada por tocar fuerte, lo que puede causar que cambien de tono y se rompan. Este fenómeno puede ser minimizado ajustando el mecanismo por un técnico especializado.
Las «cañas» son puestas a tono soldando su final, aunque también pueden comprarse en tiendas.